# Mozilla Add-ons
A Mozilla Add-ons (magyarul Mozilla hozzávalók) a Mozilla Alapítvány oldaláról letölthető kiegészítők, melyek segítségével új funkciókkal lehet bővíteni a Mozilla Firefox webböngészőt, a Mozilla Thunderbird levelezőprogramot és a többi Mozilla szoftvert. A Mozilla 2008. január 30-án jelentette be a 600 milliomodik letöltést, majd 2012. július 26-án a 3 milliárdodik letöltött kiegészítőt.
Az elérhető kiegészítőknek 5 főbb csoportja van:
- Keresőmotorok (Search Engines): a címsorban, illetve a keresődobozban megadott kulcsszavak melyik internetes keresőtől kérjék le az adatokat.
- Kiterjesztések (Extensions): egyedi funkciókat adnak hozzá a programhoz.
- Témák (Themes): az alkalmazás kinézetét, stílusát meghatározó kiegészítők.
- Bővítmények (Plugins): az egyéb telepített alkalmazások beépülő moduljai.
- Szolgáltatások (Services): különböző szolgáltatások érhetők el vele a programon belül.

## Fordítás
- Ez a szócikk részben vagy egészben  a   Mozilla Add-ons című angol Wikipédia-szócikk ezen változatának fordításán alapul.  Az eredeti cikk szerkesztőit annak laptörténete sorolja fel. Ez a jelzés csupán a megfogalmazás eredetét és a szerzői jogokat jelzi, nem szolgál a cikkben szereplő információk forrásmegjelöléseként.

## Külső hivatkozások
- A Mozilla Add-ons weboldala